# Pandero
Ne doit pas être confondu avec Pandeiro.

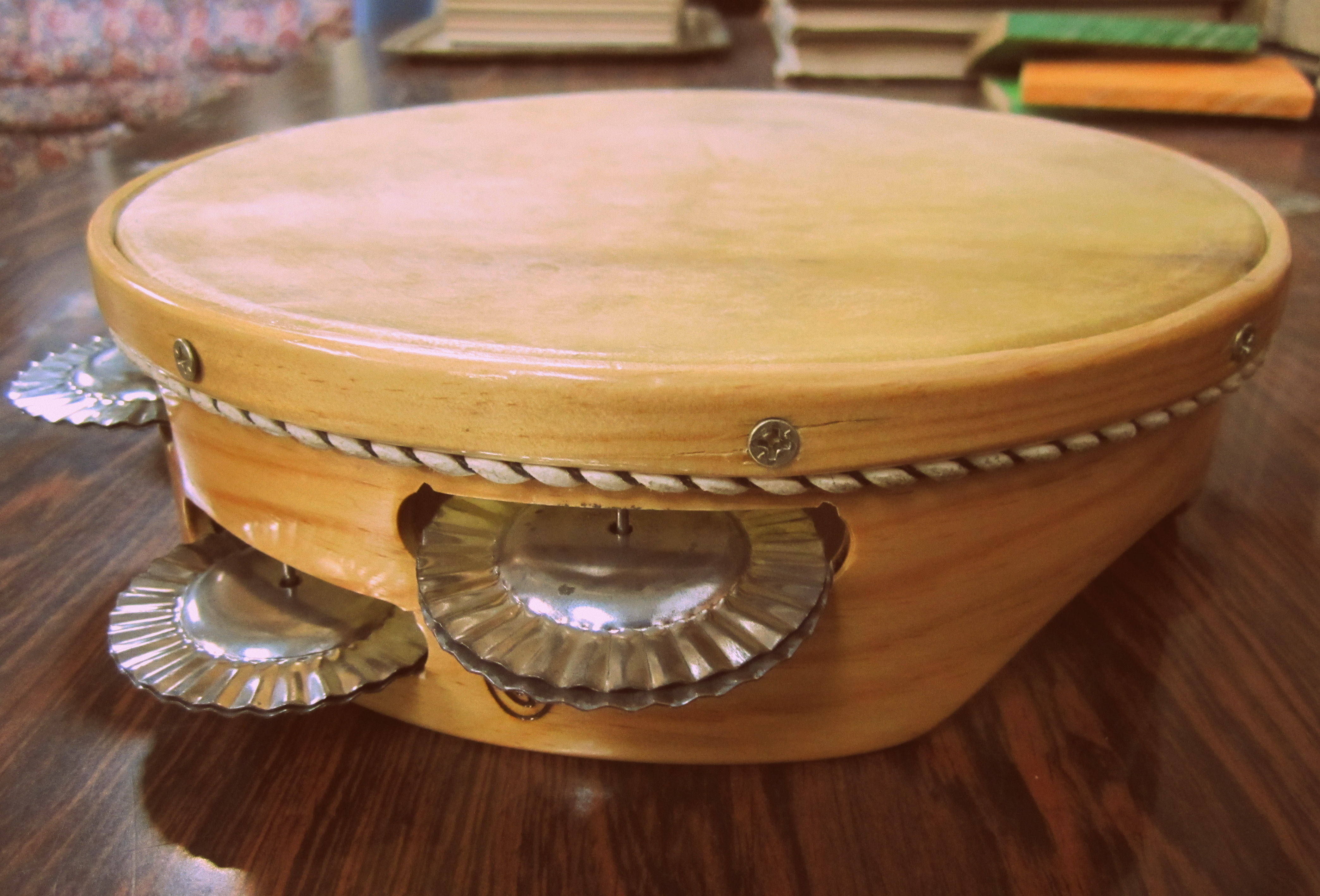
Un pandereita de Galice.

Le pandero est un tambour sur cadre semblable à un tambourin, mais au cadre plus profond et plus large. On le retrouve en Espagne (aussi « pandereta »), en France (aussi « tambour de Basque ») et au Portugal (« pandeiro »). En Italie, on l'appelle plutôt « tamburello ». Il ne faut pas le confondre avec un autre tambourin, le pandeiro, instrument national du Brésil.
L'adufe de la péninsule ibérique en est une version de plus grande taille, répandue aussi au Brésil et au Guatémala, et au Maghreb (duff ou deff). 

## Facture

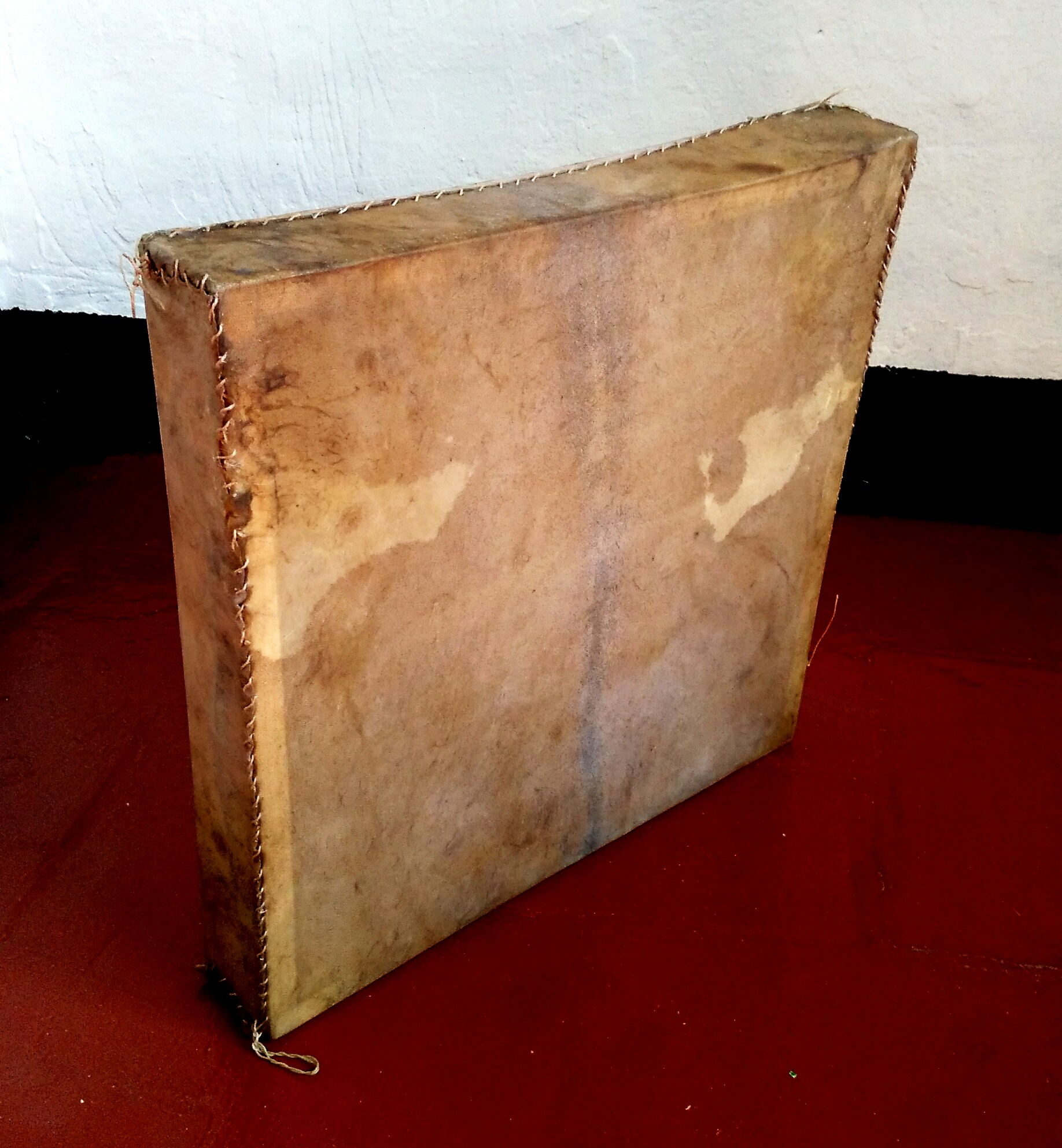
Un pandero traditionnel (pandero quadrat) à cadre en bois de pin et membrane en peau de chèvre.

Son cadre est, soit rond à simple membrane en peau et à cymbalettes (sur une ou deux rangées), soit, plus souvent, quadrangulaire à double membrane en peaux sans cymbalettes mais avec des décorations de passementerie et des rubans.
L'adufe, qui peut être aussi en forme de losange ou d'hexagone, possède en plus des graines à l'intérieur de sa double membrane, qui, quand on le secoue, produisent un son singulier.

## Jeu
Il se joue à la main, seul ou en groupe et accompagne les danses et les chants. Ce sont souvent des femmes qui en jouent.
Au Pays basque, il est un accompagnement quasiment obligatoire pour le trikitixa.